# Anette Gersch
Anette Gersch (Sonthofen, 26 febbraio 1966) è un'ex sciatrice alpina tedesca.
Fino alla riunificazione tedesca (1990) gareggiò per la nazionale tedesca occidentale.

## Biografia
Specialista delle prove tecniche, la Gersch debuttò in campo internazionale in occasione dei Mondiali juniores di Sestriere 1983; ottenne il primo piazzamento in Coppa del Mondo il 5 gennaio 1986 a Maribor in slalom speciale (15ª) e ai XV Giochi olimpici invernali di Calgary 1988, sua unica presenza olimpica, nella medesima specialità non completò la gara. Sempre in slalom speciale l'8 gennaio 1989 conquistò a Mellau il miglior piazzamento in Coppa del Mondo (7ª) e ai successivi Mondiali di Vail 1989, sua prima presenza iridata, fu 7ª; il 10 dicembre 1989 a Steamboat Springs e il 6 gennaio 1990 a Piancavallo replicò il miglior piazzamento in Coppa del Mondo (7ª) e ai Mondiali di Saalbach-Hinterglemm 1991, sua ultima presenza iridata, si classificò 14ª. L'ultimo risultato della sua carriera agonistica fu il 13º posto ottenuto nello slalom speciale di Coppa del Mondo disputato l'11 marzo 1991 a Lake Louise.

## Palmarès

### Coppa del Mondo
- Miglior piazzamento in classifica generale: 47ª nel 1989

### Coppa Europa
- Miglior piazzamento in classifica generale: 5ª nel 1988

### Nor-Am Cup
- Miglior piazzamento in classifica generale: 2ª nel 1987[1]
- Vincitrice della classifica di slalom speciale nel 1986[senza fonte]

### Campionati tedeschi
- 2 medaglie (dati parziali fino alla stagione 1985-1986)[2]:
  - 2 argenti (slalom speciale nel 1988; slalom speciale nel 1991)